# إيريساغريك
إيريساغريك (وتسمى أيضًا أوروساغريغ، وإيري ساغريك، وفي اللغة الأكدية الشراكي) كانت مدينة قديمة في الشرق الأدنى في العراق، ولا يُعرف موقعها على وجه اليقين ولكن يُعتقد حاليًا أنها في موقع تل الولاية، على قناة ماما شارات القديمة قبالة نهر دجلة، بالقرب من موقع كيش القديم، تلول البقرات. كانت المدينة مأهولة خلال عصر الأسر المبكر، والأكدية، وأور الثالثة، وأوائل الدولة البابلية القديمة. ورغم ظهور ألواح مسمارية من المدينة من وقت لآخر، فإن سيل القطع الأثرية التي دخلت السوق الخاصة من النهب الذي أعقب حرب العراق عام 2003 شمل عددًا كبيرًا من إيريساغريك. وقد أثار هذا اهتمام علماء الآثار بالعثور على الموقع. أصبحت المدينة ذات اهتمام شعبي بسبب فضيحة تهريب هوبي لوبي. على الرغم من وجود عدد من المعابد الهامة في المدينة، إلا أن الإله الذي يحمل هذا الاسم غير معروف، على الرغم من أن المؤلفة الأدبية في فترة إيسين-لارسا "رثاء إريدو" تسمي الإلهة أرورو في هذا الدور. وقد اقترح أيضًا وجود معابد لأشجي وألا. من المعروف أنه كان هناك معبد لنينيسينا ومعبد لنرغال من إيريش في إيريساغريك في فترة أور الثالثة، على الأقل يعود تاريخه إلى عهد شو سين وأمار سين على التوالي، واستمر تحت حكم مالغيوم.
تم تحديد اسم بديل لـ إيريساغريك خلال فترة الإمبراطورية الأكدية وأور الثالثة وهو شاراكوم (ربما يكون أحد أشكال الشراكي). وقد تم الطعن في هذا الاقتراح.

## موقع
في عام 1992، اقترح دوغلاس فراين موقع أم الحفريات، بالقرب من نفر ، كموقع بناءً على :
أ) كونها تقع على بعد 4 أيام تجديف من أوما على قناة إيتورونجال قبالة نهر الفرات، بناءً على مسار مبكر.
ب) كونها أكبر تل شمال أداب مع بقايا معروفة من عصر الأسرات المبكرة والسارجونية.
ج) بناءً على تقارير عن جودة طين صنع الألواح في الموقع.
وبعد مزيد من الدراسة، قرر بيوتر ستينكلر في عام 2001 أن الموقع يجب أن يقع قبالة نهر دجلة وليس الفرات، ويجب أن يقع شمال أداب. واقترح عدة تلال غير مسماة كمواقع محتملة لإيريساغريك.
أصبحت المزيد من نصوص سلالة أور الثالثة متاحة حول الرحلات البحرية بين إيريساغريك، ونفر، وأوما، إلى جانب معلومات أفضل عن مجرى المياه القديم هناك، مما سمح بتحسين المسافات المعنية. بالإضافة إلى ذلك، تم ربط صور الأقمار الصناعية لنشاط النهب بظهور الألواح من الموقع في السوق الخاصة. كما تم فحص المسوحات السطحية للتأكد من تطابقها مع الفترات التي كان من المعروف أن المدينة كانت مأهولة فيها. وكانت النتيجة اقتراحًا بأن إيريساغريك تقع في أحد موقعين:
1) الموقع رقم 1032 - 80 كيلومترًا أعلى نهر أوما، 2) الموقع رقم 1056 - 76 كيلومترًا أعلى نهر أوما في مسح آدامز.
وقد نفى المزيد من العمل افتراض الباحثين السابقين بأن إيريساغريك كانت قريبة من نفر، وكانت في الواقع أبعد إلى حد ما. وقد أظهرت الحفريات في تلول البقرات أنها موقع كش. من المعروف من النقوش أن إيريساغريك وكش قريبتان جدًا من بعضهما البعض، حيث كانت الأخيرة بمثابة موقع عبادة تحت سيطرة الأولى. تقع تلول البقرات على بعد حوالي 6 كم من تل الولاية. كما أنها متصلة ببعضها البعض بواسطة قناة. ومن المعروف أن منطقة إيريساغريك كانت كبيرة جدًا، وموقع تل الولاية المقترح هو 64 هكتارًا. وأظهرت المسوحات السطحية والحفريات القصيرة التي أجراها علماء الآثار العراقيون في الموقع أيضًا أنه كان مأهولًا في الأوقات المناسبة. كل هذا أدى إلى الاقتراح الحالي بأن تل الولاية هي إيريساغريك. وهذا ليس بدون بعض المعارضة العلمية. صرح ستينكلر أن تل الولاية ليس بالتأكيد إيريساغريكيس ولكنه قد يكون في الواقع أنزاغار القديمة. ومن بين المواقع المقترحة الأخرى باد تيبيرا.

## علم الآثار
في حين لم يتم التنقيب عن إيريساغريك بعد (أو تحديد موقعها بشكل مؤكد)، إلا أن الآلاف من الألواح المسمارية من هناك متاحة نتيجة للنهب. معظمها من سلالة أور الثالثة. ويسمح العدد الكبير من الألواح بإجراء تحليلات مثل تحديد نظام التقويم المستخدم في إيريساغريك، والذي تم العثور عليه فقط في الألواح السرجونية من تل الولاية. وكان هناك أيضًا نظام تقنين فريد من نوعه في المدينة. كما توثق الألواح أيضًا زيارات عديدة قام بها حكام أور الثالثة لأسباب غير واضحة حتى الآن ولكنها ربما كانت مرتبطة بوجود ثلاثة معابد لحكام مؤلهين من تلك السلالة في إيريساغريك.

## تاريخ
تشتهر مدينة إيريساغريك بعدد من النقوش المسمارية التي يعود تاريخها إلى فترة الأسر الثالثة المبكرة. وقد تم احتلالها أيضًا في العصر السرجوني. يذكر اسما عامين لحكام الإمبراطورية الأكدية اسم أوروساغريك، أي "السنة التي تم فيها القبض على إيل، المسؤول عن معبد أوروساغريك" و"السنة التي تحالف فيها إينسي نفر مع أوروساغريك ...". من أحد الختمات، يُعرف اسم أحد الحكام تحت حكم الإمبراطورية الأكدية نارام سين، وهو أمير وابن نارام سين شاراتيجوبيسين (كان يُعتقد سابقًا أنه إما ابن شار كالي شاري أو ابن ملك غوتي):
د نا-را-آم- د سوين / لوغال / كي-يب-را-تيم / أر-با-يم - نارام سوين، ملك أرباع العالم الأربعةسار-آ-تي-جو-بي-سي-إن / إنسي2 / أورو-ساغ-ريك7كي / دومو-سو - شاراتيجوبيشين، حاكم أوروساغريك، ابنه
في عهد إمبراطورية أور الثالثة كانت عاصمة إقليمية رئيسية ومركزًا للنقل. كما ارتبطت ارتباطًا وثيقًا في هذه الفترة بمدينة غارشانا القديمة غير المعروفة والمعروفة بأنها نقطة شحن البضائع إلى دير. بفضل السجلات العديدة التي أنتجتها تلك الإمبراطورية، أصبح من المعروف الكثير عن المدينة، وحياتها اليومية، وتفاعلاتها، وخاصة تلك المتعلقة بالتجارة، مع أجزاء أخرى من الإمبراطورية. من الممكن معرفة أحد حكام أور، وهو لوباندا، من ختم شولجي.
ومن الأمثلة على الحياة اليومية المرأة نينساجا، ابنة الحاكم تحت حكم أور من أمار سين (السنة السابعة) عبر شو سين حتى إبي سين (السنة التاسعة) أور مس، التي كانت تدير ممتلكاتها الكبيرة في المدينة. كانت التركة تضم مئات العبيد من الذكور والإناث. ومن المعروف أن حاكمين آخرين تبعا أور ميس، إلالوم وداداني. في نص تم العثور عليه في كيش القريبة، تم ذكر حاكم آخر، لا-را-را دومو إيس-[جار].
ومن الأمثلة الأخرى التاجر تورام-يلي، المعروف من أرشيف الألواح من السوق الخاصة والتي تم تخصيصها الآن لإيريساغريك. وكاتب يدعى إيلوم-آسو، والذي كان مع والده بيبي وإخوته ماسوم وأشجي-إبرا يتولى إدارة حصص الطعام لعدد من العمال في إيريساغريك.
مع تراجع إمبراطورية أور، غزت مدينة مالغيوم إيريساغريك تقريبًا بعد العام العاشر من حكم إبي سين (حوالي 2028-2004 قبل الميلاد)، آخر حكام إمبراطورية أور الثالثة. أظهرت الألواح أن ستة حكام من مالغيوم حكموا إيريساغريك. لقد تركوا النظام الإداري الحالي لأور الثالثة كما هو بينما انتقلوا إلى تقويم مالغيوم.

## قراءة إضافية
- Ahmed، Ali Mohammed (2022). "Two New Cuneiform Texts from Iri-Sağrig Including Akkadian Formulas" (PDF). Athar Alrafedain. ج. 7 ع. 1: 239–253. مؤرشف من الأصل (PDF) في 2022-12-15.
- Al-Jubouri, Ali Yassin, "Unpublished Ration texts from Iri-Sagrig (iri-sag-rig7 ki)", Athar Alrafedain 8.2, pp. 3-25, 2023
- L. Feliu, "An Ur III Tablet from Urusagrig", AuOr 24, pp. 149, 2006
- Kleinerman, Alexandra. "The Barbers of Iri-Saĝrig". In: From the 21st Century BC to the 21st Century AD: Proceedings of the International Conference on Neo-Sumerian Studies Held in Madrid, 22–24 July 2010. Edited by Steven J. Garfinkle and Manuel Molina, University Park, USA: Penn State University Press, pp. 89–102, 2021
- Lambert, Maurice, "La ville d'Urusagrig", Revue d’Assyriologie et d’archéologie Orientale, vol. 47, no. 1, pp. 11–15, 1953
- Liu، Changyu (2020). "An Edition of Twelve Ur III Administrative Cuneiform Tablets from United States Collections". Archiv orientální. ج. 87 ع. 1: 33–57. مؤرشف من الأصل في 2022-12-21.
- Martos, Manuel Molina. "Textos cuneiformes sumerios de la antigua ciudad de Irisaĝrig". In: Ex Baetica Romam: homenaje a José Remesal Rodríguez. Universitat de Barcelona, 2020.
- Owen, David I., "The Cosmopolitan Society of Iri-Saĝrig", The Third Millennium, Brill, pp. 585-594, 2020
- Owen, David I. “New Iri-Saĝrig Ration Distribution and Related Texts.” Over the Mountains and Far Away: Studies in Near Eastern History and Archaeology Presented to Mirjo Salvini on the Occasion of His 80th Birthday, edited by Pavel S. Avetisyan et al., Archaeopress, pp. 371–80, 2019
- D. I. Owen, "New Additions to the Iri-Saĝrig/Al-Šarrākī Archives", in: P. Corò – E. Devecchi – N. De Zorzi – M. Maiocchi (eds.), Libiamo ne’ lieti calici. Ancient Near Eastern Studies Presented to Lucio Milano on the Occasion of his 65th Birthday by Pupils, Colleagues and Friends, AOAT 436 (Münster 2016), pp. 337–362, 2016
- Owen, D. I., "A New Iri-saĝrig “Sacristy” Inventory Text in the Lanier Theological Library", RA 113, pp. 39–44, 2019
- Ozaki, Tohru., "On the calendar of Urusaĝrig.", Zeitschrift für Assyriologie und vorderasiatische Archäologie 106.2, pp. 127–137, 2016
- Zwaid, Wafaa Hadi, "Sumerian Texts from Irisağrig Archive", Athar alrafedain 9.2, pp. 3-18, 2024

## روابط خارجية
- ألواح سومرية مسروقة تعود إلى مدينة إيريسا ريج المفقودة - لايف ساينس - أوين جاروس - 30 أبريل 2018